# Etienne Schouppe
Etienne Schouppe (Denderleeuw, 24 luglio 1942) è un politico belga membro dei Cristiano-Democratici e Fiamminghi. Prima di entrare in politica, era direttore esecutivo della Società Nazionale delle Ferrovie del Belgio. È stato membro del Senato belga dal 2003 al 2010 e dal 2008 al 2011 è stato Segretario di Stato per la mobilità. A livello locale Schouppe è sindaco di Liedekerke per undici anni. Nel 2010 si è ritirato dalla politica. Nel 2010 è stato accusato di insider trading per aver venduto azioni KBC e Dexia con informazioni speciali.

## Biografia
Etienne Schouppe ha conseguito la laurea in Scienze commerciali e finanziarie nel 1967 presso la Erasmushogeschool Brussel di Bruxelles.
Ha concentrato la sua carriera presso la SNCB, esercitando solo mandati locali. È stato consigliere comunale a Liedekerke nel 1977, primo assessore dal 1983 al 1989, e sindaco dal 1989 al 2000. Da allora è rimasto consigliere comunale ed è ancora presidente del consiglio comunale di Liedekerke.
Étienne Schouppe, è stato nominato Capo Gabinetto del Segretario di Stato per la Posta e le Telecomunicazioni, Paula D'Hondt, ed è stato nominato dal governo federale come amministratore delegato della SNCB nel 1987. La costruzione delle linee ad alta velocità e lo sviluppo della filiale logistica ABX sono tra i cambiamenti importanti del suo mandato. Questa filiale, secondo Schouppe, ha avuto un ruolo strategico nel percorso verso la privatizzazione del trasporto ferroviario in Europa. Nel 2000 ha avuto accesso a una vasta rete di trasporti terrestri, marittimi e aerei in Europa e in Asia, in particolare attraverso acquisizioni. Durante questo mandato, anche la forza lavoro è stata ridotta da 68.000 a 42.000 persone.
La carriera di Etienne Schouppe nel trasporto ferroviario ha cessato nel mese di aprile del 2002, a causa delle difficoltà che sono sorte tra lui e il ministro dei Trasporti Isabelle Durant, le cui visioni del futuro e la ristrutturazione del settore erano contrarie. La sua successione è stata difficile: Christian Heinzmann, leader di Luxair, è stato chiamato a sostituire Schouppe, ma ha accettato e poi rifiutato la proposta. Karel Vinck, ex presidente dell'organizzazione dei datori di lavoro fiamminghi VSD, è stato finalmente nominato amministratore delegato della SNCB, mentre Etienne Schouppe è rimasto presidente della ABX fino al novembre del 2003.

## Carriera politica

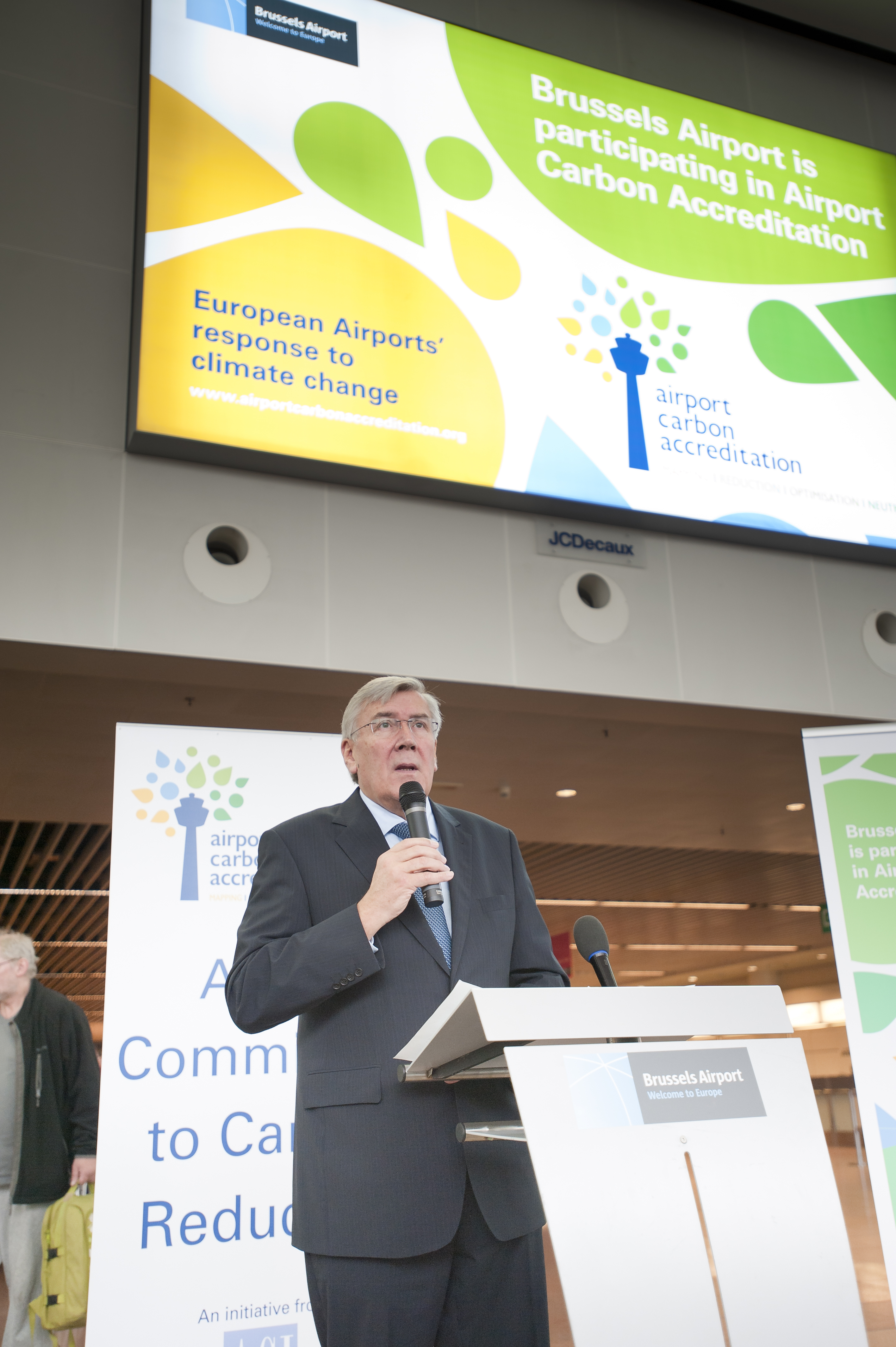
Etienne Schouppe mentre parla all'Aeroporto di Bruxelles-National il 26 ottobre 2010

La carriera politica nazionale di Etienne Schouppe ha avuto inizio nelle elezioni federali del 2003, quando il presidente della CD&V Stefaan De Clerck gli ha proposto di aderire all'elenco dei partiti del Senato. Schouppe decise di non proseguire la sua carriera nel settore privato e nella campagna elettorale, in parte, secondo le proprie parole, in vendetta contro la politica. Ha ottenuto un punteggio sorprendente di 117.000 voti di preferenze, più del doppio di quanto si aspettava e divenne un "peso pesante" del partito, venendo eletto segretario politico.
Nelle elezioni regionali del giugno 2004, è stato candidato al Parlamento fiammingo nella provincia delle Fiandre orientali. È stato eletto, e poco dopo è stato nominato come senatore della comunità dai suoi pari.
Come conseguenza della nomina di Jo Vandeurzen al Ministero della Giustizia del Governo Verhofstadt III, Étienne Schouppe è diventato presidente della CD&V il 20 dicembre 2007. Entrò nel Governo Leterme I il 20 marzo 2008 come segretario di Stato aggiunto al Primo ministro e incaricato alla mobilità.
Venerdì 19 dicembre 2008 ha presentato un nuovo piano di volo per l'aeroporto di Bruxelles-National, dopo le dimissioni di Yves Leterme, che succede al controverso piano di dispersione di Bert Anciaux. Il piano Schouppe più equilibrato e rispettabile è entrato in servizio lunedì 2 febbraio 2009 senza alcuna obiezione, dopo essere stato approvato dai partiti che costituiscono la maggioranza governativa federale. In modo altrettanto segreto, negozierà un secondo accordo approvato a sorpresa dal Consiglio dei ministri venerdì 26 febbraio 2010 sulle nuove rotte di decollo e sui valori degli standard del vento a Bruxelles-National; piano Schouppe che è in corso di preparazione.
Il 1º luglio 2010 non è stato rieletto alle elezioni del 13 giugno e non è diventato senatore cooptato. Ha annunciato di smettere la propria attività politica, ma è diventato nuovamente senatore cooptato il 21 dicembre 2012 fino al 25 maggio 2014.